# 岩手県立大学宮古短期大学部
岩手県立大学宮古短期大学部（いわてけんりつだいがくみやこたんきだいがくぶ、英語: Iwate Prefectural University, Miyako Junior College）は、岩手県宮古市にある公立短期大学。1990年設置。短大の略称は宮古短大、宮短。

## 概観

### 大学全体
- 岩手県宮古市に所在する日本の公立短期大学で、設置主体は公立大学法人岩手県立大学。
- 1990年に岩手県立宮古短期大学として開学。それ以来、経営情報学科のみの単科短期大学として維持している。

### 建学の精神（校訓・理念・学是）
- 岩手県立大学宮古短期大学部の教育目標には以下のものがある。
  - 実社会に有用な知識と確かな専門技術を修得できる教育実践。
  - 職業人としての自信と豊かな教養、情報の取捨選択能力と活用能力を身につけること。
  - 広い視野に立つ国際性や地域のリーダーとしての資質を培い、社会に貢献する有能な人材育成。

### 教育および研究
- 岩手県立大学宮古短期大学部における教育は、IT教育が重視されている。

### 学風および特色
- 岩手県立大学宮古短期大学部は、開学当初から、「経営情報学科」の単科短大であり、北東北ではめずらしい学科構成をとっており、特に経営・会計分野の教員数は岩手では特に多いものとなっている。本州最東端の短期大学となっている。

## 沿革
- 1989年
  - 12月22日 左記を以て文部省[注 1]より短期大学の設置が認可される[1]。
- 1990年
  - 4月1日 岩手県立宮古短期大学として以下の学科体制にて開学する。
    - 経営情報学科

  - 5月1日 学生数[2]/定員
    - 経営情報学科 101[注 2]/100
- 1998年
  - 4月1日 岩手県立大学の開学により、岩手県立大学宮古短期大学部と学名変更される[3]。
- 1999年
  - 4月1日 初めての社会人入学生が誕生。
  - 5月1日 学生数[4]/定員
    - 経営情報学科 224[注 3]/200
- 2014年
  - 1月 平成26年度大学入試センター試験参加短期大学の1校となる[5]。
- 2015年
  - 1月 平成27年度大学入試センター試験参加短期大学の1校となる[6]。
- 2016年
  - 1月 平成28年度大学入試センター試験参加短期大学の1校となる[7]。
- 2017年
  - 4月1日 設置者を公立大学法人岩手県立大学に変更[8]。

## 交通アクセス

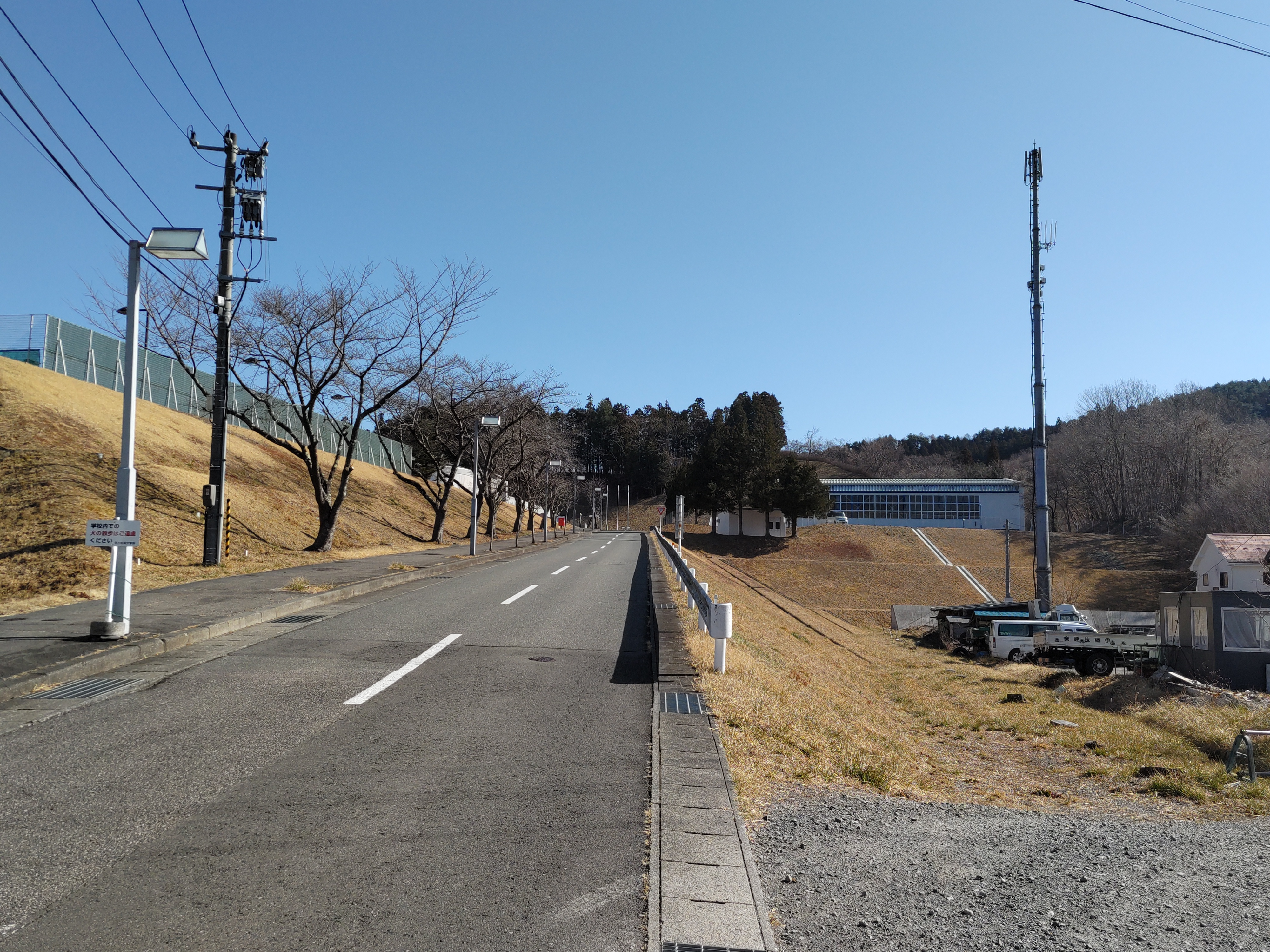
キャンパス遠望

- 三陸鉄道リアス線 八木沢・宮古短大駅 徒歩で15分
- JR山田線・三陸鉄道リアス線 宮古駅バスターミナルより岩手県北バス「B02　八木沢団地」行で、「宮古短大前」バス停留所で下車。かつ徒歩で10分程度歩くことになる。

## 教育および研究

### 組織

#### 学科
- 経営情報学科

#### 専攻科
- なし

#### 別科
- なし

#### 取得資格について
- 秘書技能検定や実用英語検定などの資格取得に対応しうるカリキュラムが設けられている。

#### 附属機関
- 図書館

### 研究
- 『宮古短期大学研究紀要』[9]
- 『岩手県立大学宮古短期大学部研究紀要 第16巻 第1号』[10]

## 学生生活

### 部活動・クラブ活動・サークル活動
- 岩手県立大学宮古短期大学部にはテニス・バスケットボールなどのクラブがある。

### 学園祭
- 岩手県立大学宮古短期大学部の学園祭は｢蒼翔祭｣と呼ばれ、概ね10月に行われている。

## 大学関係者と組織

### 大学関係者一覧
- 谷口誠

## 施設

### キャンパス

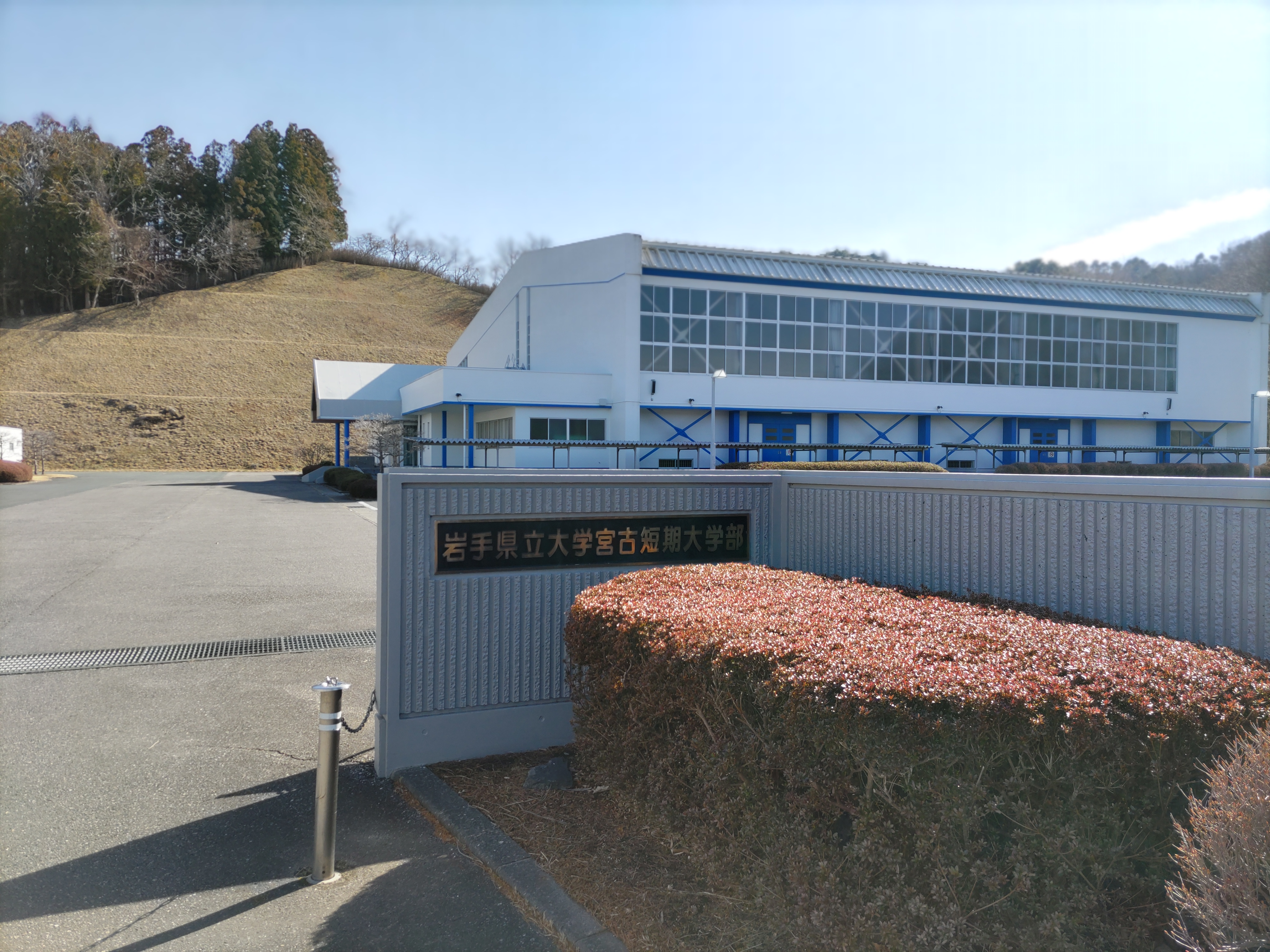
体育館

- 大講義室
- 情報処理演習室
- テニスコート
- 体育館

### 学生食堂
- 収容人数はおよそ60名となっている。

### 寮
- 「汐風寮」と称した学生寮がある。利用は女子のみ。

### その他
- 学生ホール

## 対外関係

### 系列校
- 岩手県立大学
- 岩手県立大学盛岡短期大学部

## 卒業後の進路について

### 編入学・進学実績
- これまでの実績では、岩手県立大学ほか岩手大学・福島大学・新潟大学・岩手県立大学・富士大学・東北福祉大学などがある。